# All of a Sudden
| Recensione                        | Giudizio |
| --------------------------------- | -------- |
| AllMusic                          | [ 1 ]    |
| Robert Christgau                  | B-       |
| The New Rolling Stone Album Guide | [ 3 ]    |
| Piero Scaruffi                    | [ 4 ]    |
| Dizionario del Pop-Rock           | [ 5 ]    |
| 24.000 dischi                     | [ 6 ]    |

All of a Sudden è il quinto album di John Hiatt, pubblicato dalla Geffen Records nel 1982.

## Tracce
Brani composti da John Hiatt, eccetto dove indicato.
Lato A
1. I Look for Love – 3:34
2. This Secret Life – 3:57
3. Overnight Story – 3:27
4. Forever Yours – 3:45
5. Some Fun Now – 3:19
6. The Walking Dead – 2:53

Durata totale: 20:55
Lato B
1. I Could Use an Angel – 3:36
2. Getting Excited – 3:34
3. Doll Hospital – 3:00 (John Hiatt, Isabella Wood)
4. Something Happens – 3:22
5. Marianne – 2:43
6. My Edge of the Razor – 4:21

Durata totale: 20:36

## Formazione
- John Hiatt - chitarra, voce
- Jesse Harms - tastiere, accompagnamento vocale
- James Rolleston - basso, accompagnamento vocale
- Darrell Verdusco - batteria, accompagnamento vocale